# Do you wanna do it
Do you wanna do it is een single van Mouth & MacNeal. Het is niet afkomstig van een van hun albums. Het was een soort tussendoortje naar hun volgende grote hit Ik zie een ster. Do you wanna do it is een van de minst succesvolle singles van het duo.
Do you wanna do it verscheen later op het verzamelalbum Ik zie een ster, Grootste Hits.

## Hitnotering

### Nederlandse Top 40
| Hitnotering: week 47 t/m 50 in 1973 | Hitnotering: week 47 t/m 50 in 1973 | Hitnotering: week 47 t/m 50 in 1973 | Hitnotering: week 47 t/m 50 in 1973 | Hitnotering: week 47 t/m 50 in 1973 | Hitnotering: week 47 t/m 50 in 1973 |
| Week:                               | 1                                   | 2                                   | 3                                   | 4                                   |                                     |
| ----------------------------------- | ----------------------------------- | ----------------------------------- | ----------------------------------- | ----------------------------------- | ----------------------------------- |
| Positie:                            | 28                                  | 21                                  | 21                                  | 36                                  | uit                                 |

### NederlandseDaverende 30
| Hitnotering: 24-11-1973 t/m 14-12-1973 | Hitnotering: 24-11-1973 t/m 14-12-1973 | Hitnotering: 24-11-1973 t/m 14-12-1973 | Hitnotering: 24-11-1973 t/m 14-12-1973 | Hitnotering: 24-11-1973 t/m 14-12-1973 |
| Week:                                  | 1                                      | 2                                      | 3                                      |                                        |
| -------------------------------------- | -------------------------------------- | -------------------------------------- | -------------------------------------- | -------------------------------------- |
| Positie:                               | 28                                     | 18                                     | 18                                     | uit                                    |

### BelgischeBRT Top 30
| Hitnotering: 8-12-1973 t/m 11-1-1974 | Hitnotering: 8-12-1973 t/m 11-1-1974 | Hitnotering: 8-12-1973 t/m 11-1-1974 | Hitnotering: 8-12-1973 t/m 11-1-1974 | Hitnotering: 8-12-1973 t/m 11-1-1974 | Hitnotering: 8-12-1973 t/m 11-1-1974 | Hitnotering: 8-12-1973 t/m 11-1-1974 |
| Week:                                | 1                                    |                                      | 2                                    | 3                                    | 4                                    |                                      |
| ------------------------------------ | ------------------------------------ | ------------------------------------ | ------------------------------------ | ------------------------------------ | ------------------------------------ | ------------------------------------ |
| Positie:                             | 27                                   | x                                    | 28                                   | 20                                   | 20                                   | uit                                  |